# Type C2
Pour les articles homonymes, voir C2.

Navires de type C2 de la marine américaine

Les navires de type C2 forment une classe de cargos polyvalents conçus par la United States Maritime Commission (MARCOM) en 1937-1938. 173 de ces navires furent construits par des chantiers américains entre 1939 et 1945. Par rapport aux navires construits avant cette époque, les C2 pouvaient aller plus vite tout en consommant moins : si leur vitesse prévue était de 15,5 nœuds, certains ont atteint 19 nœuds. Les premiers C2 faisaient 140 m de long, 10 m de large, 12 m de creux pour 8 m de tirant d'eau, et possédaient cinq cales. Les navires suivants ont connu quelques variations par rapport à la taille standard.
En 1937, la MARCOM propose plusieurs plans à des architectes navals, des chantiers et des armateurs, afin de recueillir leurs avis. Les plans finaux tenaient compte de leurs retours. Le cahier des charges de ces navires leur imposait d'être suffisamment rapides mais économiques, et capables de soutenir la compétition avec les navires étrangers, moyennant des subventions gouvernementales. La standardisation des plans et des équipements devait permettre une construction à faible coût, et les navires devaient avoir une vitesse et une stabilité suffisantes pour être utilisés comme navires auxiliaires en cas d'urgence nationale.
Le projet s'orienta donc vers un navire en acier avec une étrave légèrement concave et un « cul de croiseur » (comme l'on en rencontrait sur les paquebots de l'époque), deux ponts sur tout le navire et un troisième pont dans les cales 1 à 5. Les larges panneaux de cales faisaient 9 × 6 m, et celui de la 2e cale faisait 15 × 6 m, permettant le chargement de colis encombrant : locomotives, canons, barres métalliques, etc. Les cales étaient ventilées par les supports creux des mâts de charges. La cargaison était manutentionnée par 14 bômes pouvant soulever 5 tonnes, ainsi que deux bômes soulevant 30 tonnes pour les cales 3 et 4. La propulsion était assurée par des turbines à vapeur ou des moteurs Diesel.
Le logement de l'équipage était amélioré par rapport aux navires précédents. La superstructure était située au milieu, les officiers au-dessus de l'équipage et sous la passerelle. Il y avait l'eau courante, chaude et froide, pour tous.
Le C2 connut plusieurs variations, et de nombreux C2 furent convertis par l'United States Navy pendant la Seconde Guerre mondiale pour être utilisés dans les convois. Huit navires de type C2 furent perdus pendant la guerre. À partir de fin 1945, les navires furent revendus à des compagnies maritimes. Plusieurs navires restèrent en service civil ou militaire jusqu'au début des années 1970.

## Sources
- (en) Cet article est partiellement ou en totalité issu de l’article de Wikipédia en anglais intitulé « Type C2 ship » (voir la liste des auteurs).
- L.A. Sawyer & W.H. Mitchell, From America to United States: The History of the long-range Merchant Shipbuilding Programme of the United States Maritime Commission, London, 1981, World Ship Society
- United States Maritime Commission C2 Type Ships
- Frederic C. Lane, Ships for Victory: A History of Shipbuilding under the U.S. Maritime Commission in World War II,  (ISBN 0-8018-6752-5)